# San Fernando (kommun), Chiapas
San Fernando är en kommun i Mexiko.   Den ligger i delstaten Chiapas, i den sydöstra delen av landet, 700 km öster om huvudstaden Mexico City.
Följande samhällen finns i San Fernando:
- San Fernando
- El Progreso
- El Copalar
- Francisco I. Madero
- Álvaro Obregón
- El Carmelo
- El Portillo
- Terrero Copalar
- Tankah Pakbal
- Emiliano Zapata
- La Pimienta
- San Jorge
- El Canelo
- El Limón
- Mauricio Martínez
- San Antonio
- El Chininal
- San Pedro
- El Porvenir
- San Pablo
- El Tzitzun